# Interleaved memory

On nomme interleaving le système d'adressage consistant à aller chercher le contenu des adresses paires dans un banc de mémoire et celui des adresses impaires dans un autre. Il est possible de presque doubler ainsi le débit apparent de la mémoire, en tout cas aussi longtemps que des adresses sont explorées de façon consécutive en lecture, en écriture, ou en exécution d'instructions. 
Une autre façon de doubler le débit de la mémoire, si le bus et le nombre de broches du microprocesseur le permettent, consiste à doubler le chemin de données.
Cette technique est proche dans son esprit de celle de l'agrégation de disques du RAID 0.